# Scleropages
Scleropages is een geslacht van straalvinnige vissen uit de familie van arowana's (Osteoglossidae).

## Soorten
Het geslacht kent de volgende soorten:
- Scleropages aureus Pouyaud, Sudarto & Teugels, 2003
- Scleropages formosus (Müller & Schlegel, 1840)
- Scleropages inscriptus Roberts, 2012
- Scleropages jardinii (Saville-Kent, 1892)
- Scleropages legendrei Pouyaud, Sudarto & Teugels, 2003
- Scleropages leichardti Günther, 1864
- Scleropages macrocephalus Pouyaud, Sudarto & Teugels, 2003